# Hanna Bezsonova
Hanna Bezsonova (n. 29 iulie 1984, Kiev, RSS Ucraineană, URSS) este o sportivă ce a reprezentat Ucraina, medaliată olimpică. A participat la două ediții ale Jocurilor Olimpice (2004, 2008) în care a câștigat două medalii de bronz.